# Flashdance (comédie musicale)
 (juillet 2023).
La mise en forme du texte ne suit pas les recommandations de Wikipédia : il faut le « wikifier ».
Les points d'amélioration suivants sont les cas les plus fréquents. Le détail des points à revoir est peut-être précisé sur la page de discussion.
- Les titres sont pré-formatés par le logiciel. Ils ne sont ni en capitales, ni en gras.
- Le texte ne doit pas être écrit en capitales (les noms de famille non plus), ni en gras, ni en italique, ni en « petit »…
- Le gras n'est utilisé que pour surligner le titre de l'article dans l'introduction, une seule fois.
- L'italique est rarement utilisé : mots en langue étrangère, titres d'œuvres, noms de bateaux, etc.
- Les citations ne sont pas en italique mais en corps de texte normal. Elles sont entourées par des guillemets français : « et ».
- Les listes à puces sont à éviter, des paragraphes rédigés étant largement préférés. Les tableaux sont à réserver à la présentation de données structurées (résultats, etc.).
- Les appels de note de bas de page (petits chiffres en exposant, introduits par l'outil «  Source ») sont à placer entre la fin de phrase et le point final[comme ça].
- Les liens internes (vers d'autres articles de Wikipédia) sont à choisir avec parcimonie. Créez des liens vers des articles approfondissant le sujet. Les termes génériques sans rapport avec le sujet sont à éviter, ainsi que les répétitions de liens vers un même terme.
- Les liens externes sont à placer uniquement dans une section « Liens externes », à la fin de l'article. Ces liens sont à choisir avec parcimonie suivant les règles définies. Si un lien sert de source à l'article, son insertion dans le texte est à faire par les notes de bas de page.
- La présentation des références doit suivre les conventions bibliographiques. Il est recommandé d'utiliser les modèles {{Ouvrage}}, {{Chapitre}}, {{Article}}, {{Lien web}} et/ou {{Bibliographie}}. Le mode d'édition visuel peut mettre en forme automatiquement les références.
- Insérer une infobox (cadre d'informations à droite) n'est pas obligatoire pour parachever la mise en page.

Pour une aide détaillée, merci de consulter Aide:Wikification.
Si vous pensez que ces points ont été résolus, vous pouvez retirer ce bandeau et améliorer la mise en forme d'un autre article.
Pour l’article homonyme, voir Flashdance.
Flashdance est une comédie musicale, inspirée du film du même nom de 1983, avec un livret signé par Tom Hedley et Robert Cary, des musiques composées par Robbie Roth et des paroles écrites par Roth et Cary. La première mondiale du spectacle a eu lieu en 2008 au Theatre Royal de Plymouth, dans le cadre d'une tournée de dix mois au Royaume-Uni. Les représentations ont ensuite reprises dans le West End de Londres au Shaftesbury Theatre à partir de 2010.
Après une tournée aux États-Unis entre 2012 et 2014, l'arrivée du spectacle à Broadway a dû être reportée,.

## Aperçu
La comédie musicale raconte l'histoire d'Alex, 18 ans, soudeuse dans la ville de Pittsburgh, en Pennsylvanie. Ouvrière la journée, "flashdancer" la nuit, Alex rêve secrètement d'intégrer la prestigieuse académie de danse Shipley.
Inspirée du film Flashdance (scénario de Tom Hedley et Joe Eszterhas, histoire de Tom Hedley), la production britannique s'est qualifiée de "comédie musicale indubitablement unique sur le fait de s'accrocher à ses rêves et à son amour contre toute attente". Parmi les chansons du spectacle devenues des tubes, on compte "Maniac", "Manhunt", "Gloria" ou encore la chanson éponyme primée "Flashdance - What a Feeling".

## Synopsis

### Acte I
Pittsburgh, 1983. Dans l’aciérie Hurley Steel, la jeune sidérurgiste Alexandra ("Alex") Owens réalise des soudures, attendant avec hâte la fin de son service ("Steeltown Sky). Elle a hâte d’aller au Harry’s Bar, un petit club où elle propose des danses originales, dans l’air du temps. A l’usine, elle attire le regard de Nick Hurley, le fils du propriétaire de l’aciérie, qui décide d’en apprendre davantage sur elle.
Sur le chemin du Harry’s, Alex retrouve son amie Gloria. Celle-ci l’encourage à poursuivre son rêve de devenir une danseuse formée au sein d’une institution officielle en auditionnant pour la renommée Académie Shipley. Alex décide de saisir sa chance et demande à la directrice de l’académie, Mme Wilde, un formulaire de candidature ("It's All in Reach").
Alors qu’Alex s’échauffe pour danser au Harry’s, ses amies et compagnes de danse (Kiki, Tess et Gloria) chantent  "Maniac". Après sa performance sur scène, elle est abordée par Nick. Inquiète à l’idée de s’engager avec son patron, elle rejette ses avances. Dans les loges, ses amies insistent pour qu’elle lui dise oui, mais Alex campe sur ses positions. Gloria, serveuse au Harry's, rêve secrètement d'être une danseuse. Les autres filles lui donnent une leçon sur ce qui inspire une "flashdance" ("Put It On"). Harry, le propriétaire du bar, leur annonce qu’un nouveau club de lap-dance situé dans la même rue, le Caméléon (tenu par un entrepreneur louche : C.C.), attire leurs clients réguliers. Alex réalise que ses jours au Harry’s sont peut-être comptés ("It's All in Reach" - Reprise).
Préoccupée par son audition, elle rend visite à sa vieille amie Hannah, une danseuse retraitée qui la conforte sur son intégration de l’Académie Shipley ("A Million to One"). Alex se rend à l’académie pour une audition pré-sélective, mais elle est rapidement intimidée par les autres danseuses, aguerries et entraînées ("Inside"). Elle se précipite dehors, abattue ("Steeltown Sky" - Reprise).
Le lendemain, Nick aborde Alex dans la salle de déjeuner de l’usine, mais elle le rejette à nouveau. Les soudeurs, heureux de le voir tomber de son piédestal, le narguent ("Justice"). Nick est interpellé par sa secrétaire qui lui montre une liste d’ouvriers sur le point d’être licenciés, car l’entreprise veut délocaliser sa production. L’affection et le respect de Nick pour Alex le placent dans une position difficile ("Justice" - Reprise).
Au Harry’s, C.C. drague Gloria. Nick, qui attend au club une autre opportunité de parler à Alex, repousse C.C. . Alex est impressionnée par ce geste chevaleresque et accepte finalement l’invitation. Gloria se dispute avec son petit ami Jimmy, un serveur au Harry ‘s (ainsi que le neveu de Harry), et exige de savoir pourquoi il ne la défend jamais. Jimmy admet qu’il a pour projet d’aller percer à New York en tant qu’humoriste, sans elle. Gloria est profondément blessée. Ils rompent ("Gloria"). Tess monte sur la scène du Harry's et interprète une version vibrante de "I Love Rock 'n' Roll".
Nick et Alex vont chez elle après leur rendez-vous et dépassent les préjugés qu’ils avaient l’un sur l’autre. Alors qu’elle lui avoue son rêve d’intégrer l’Académie Shipley, il confesse son tiraillement concernant les employés que sa famille le pousse à licencier. Ils commencent à tomber amoureux ("Here and Now").
Quelques semaines plus tard, Alex va chez Hannah, une enveloppe de l’Académie Shipley à la main. Elle l’ouvre devant elle et découvre qu’elle a été rappelée pour une audition finale ("My Next Step"). Pendant ce temps, C.C.propose à Gloria de travailler au Caméléon. Nick rend visite à Mme Wilde pour la remercier d’avoir donné sa chance à Alex. On apprend qu’il a obtenu cette « chance » en faisant un don financier à l’académie. Alex ignore ce coup de pouce et danse avec exubérance sur la scène du Harry’s ("Maniac" - Reprise).

### Acte II
Au Caméléon, les filles dansent lascivement tandis que Gloria, de plus en plus dépendante de l’alcool et de la cocaïne, réalise qu’elle est allée trop loin avec C.C. ("Chameleon Girl").
Alex et Nick, maintenant profondément amoureux, se préparent à relever les défis de leur journée ("Here and Now" - Reprise). Alex va demander des conseils auprès de Hannah pour son audition et celle-ci lui déconseille de danser de façon classique. Elle lui recommande de privilégier quelque chose qui exprime son talent et son style uniques. Nick, quant à lui, se prépare à plaider sa cause contre le licenciement des ouvriers sidérurgistes ("My Turn").
Jimmy rentre de New York, ses rêves de carrière d’humoriste rapidement balayés. Il demande à son oncle Harry de reprendre son ancien travail et Harry, réticent au début, finit par accepter, heureux d'avoir son neveu à la maison ("Where I Belong").
Nick échoue à convaincre sa famille de garder les ouvriers. Quand Alex découvre que nombre de ses amis à l’usine sont sur le point d’être licenciés, elle se dispute avec Nick. Le conflit amène Nick à admettre par inadvertance qu’il a organisé l’envoi de la lettre de l’Académie Shipley. Alex s’en va, furieuse, laissant Nick s’interroger sur sa place au sein de l’entreprise et sur son chemin de vie ("Enough").
Pendant que Kiki performe une flashdance sur "Manhunt", Harry s’inquiète du succès grandissant de C.C. et du Caméléon. Alex, encore fâchée contre Nick, est affectée par la vérité à propos de la lettre de l’académie. De surcroît, elle découvre que Gloria, dont elle pensait qu’elle était loin pour s’occuper de sa famille, travaillait en fait avec C.C. au Caméléon. Elle décide de se rendre au Caméléon sur un coup de tête et sauve Gloria avec l’aide de Jimmy, qui arrive comme un sauveur à la dernière minute. Gloria et Jimmy se réconcilient ("Where I Belong" - Reprise).
Alex décide de quitter Pittburgh et de retourner dans la petite ville où elle a grandi, bien qu’elle n’ait pas de réelles perspectives là-bas. Nick débarque et essaye de la dissuader ("Hang On"). Elle insiste sur le fait que leur relation souffre de trop nombreuses difficultés pour réussir. Mais quand Alex découvre que Hannah est décédée et qu’elle lui laisse un peu d’argent en prévision de ses frais d’études à l’académie Shipley, elle affronte enfin ses propres peurs et décide d’accomplir ses rêves malgré les faibles probabilités ("Try").
Alex arrive à l’académie juste à temps pour auditionner, et son interprétation remarquable dépasse le scepticisme initial des juges ("Flashdance - What a Feeling"). Alex se voit offrir une place pour le nouveau semestre. Nick arrive avec des fleurs et Alex, pardonnant le passé et certaine que son admission était due à son seul talent, lui remet une rose du bouquet avant de l’étreindre joyeusement.

## Productions

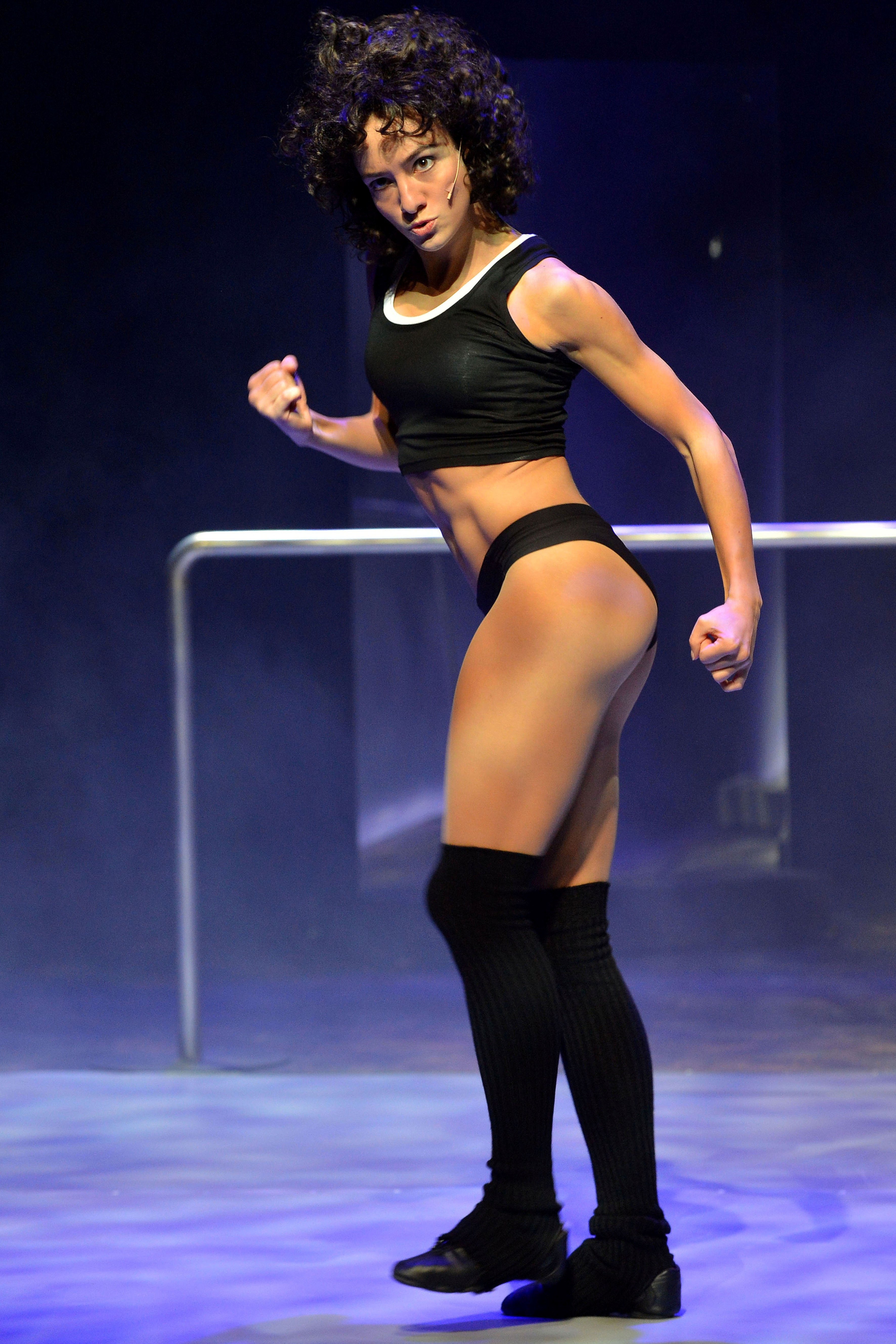
Production tchèque au théâtre municipal de Brno

### Tournée britannique 2008 - 2009
La première de Flashdance a eu lieu le 19 juillet 2008 au Theatre Royal de Plymouth dans le cadre d'une tournée de dix mois au Royaume-Uni, avec une mise en scène de Kenny Leon (en) et une chorégraphie d'Arlene Phillips.
La distribution comprend Victoria Hamilton-Barritt dans le rôle d'Alex Owens, Noel Sullivan dans le rôle de Nick Hurley, Bernie Nolan dans le rôle de Hannah et Bruno Langley dans le rôle de Jimmy Kaminsky.

### West End 2010 - 2011
La production du West End de Londres a été jouée au Shaftesbury Theatre du 14 octobre 2010 au 15 janvier 2011,. Produit par Christopher Malcolm et David Ian, le spectacle a été réalisé par Nikolai Foster et chorégraphié par Arlene Phillips.
La distribution comprenait Victoria Hamilton-Barritt dans le rôle d'Alex Owens, Matt Willis dans le rôle de Nick Hurley, Sarah Ingram dans le rôle de Hannah et Sam Mackay dans celui Jimmy Kaminsky.
Des avant-premières étaient prévues à partir du 24 septembre 2010, mais elles ont dû être reportées au lendemain à cause de difficultés techniques.

### Tournées américaines 2012 - 2014 / 2015 - 2016
Le spectacle s'est exporté aux États-Unis pour une tournée qui a débuté le 28 décembre 2012 au Stanley Performing Arts Center à Utica, New York,,.
Mise en scène et chorégraphiée par Sergio Trujillo, la comédie musicale était interprétée par Emily Padgett et Sydney Morton dans le rôle d'Alex Owens.
En 2015, une deuxième tournée nationale a été produite, non affiliée à la première. Certaines représentation ont été jouées au Canada et en Nouvelle-Zélande. Produite par Touring Theatre Associates, mise en scène et chorégraphiée par Paul Stancato, la tournée a pris fin en 2016.
La distribution comprenait Julia Macchio dans le rôle d'Alex Owens, Ryan Green dans le rôle de Nick Hurley, Tanisha Moore dans le rôle de Kiki, Dana Hunter dans le rôle de Tess, Nic Casaula dans le rôle de Jimmy, Hannah MacDonald dans le rôle de Gloria, Alexandra Zeto dans le rôle de Mme Wilde, Tracey Bidleman dans le rôle de Hannah, David Zimmerman dans le rôle de Harry et Derrian Tolden dans le rôle de CC,.

### Tournée britannique 2017 - 2018
Une deuxième tournée britannique, produite par Selladoor Worldwide, a débuté le 10 août 2017 à Glasgow et a pris fin le 20 octobre 2018 à Grimsby.
La distribution comprenait Joanne Clifton dans le rôle d'Alex Owens et Ben Adams dans le rôle de Nick Hurley.